# إلياس طعمة
إلياس طُعْمَة الملقب بـ«أبي الفضل الوليد» (1903 - 1947) صحفي، كاتب و شاعر لبناني.

## سيرته
هو إلياس بن عبد الله بن إلياس بن فرج ابن طعمة، ولد بقرنة الحمراء (في قضاء المتن) بلبنان، وتخرج بمدرسة الحكمة في بيروت. هاجر إلى أمريكا الجنوبية (1908) فأصدر جريدة الحمراء أسبوعية، في ريو دي جانيرو من سنة 1913 حتى 17 واتخذ لنفسه سنة 1916 اسماً جديداً هو أبو الفضل الوليد فكان يوقع به ما يكتبه. ثم تسمى الوليد بن طعمة و الوليد بن عبد الله بن طعمة وأبحر سنة 1922 عائدا إلى وطنه.

قام برحلات في الأقطار العربية وغيرها. توفي في سنة 1947.

## مؤلفاته
طبع من تأليفه:
- كتاب القضيتين في السياستين الشرقية والغربية
- نفخات الصور مجموعة قصائد من نظمه،
- رياحين الأرواح من نظمه في صباه،
- أغاريد وعواصف من شعره،
- الأنفاس الملتهبة ديوانه في الحرب العامة الأولى،
- أحاديث المجد والوجد حوادث ووقائع عربية،
- المآلك رسائل في الفلسفة والاجتماع،
- السباعيات مقاطيع شعرية رتبها على حروف الهجاء،
- قصائد ابن طعمةأولها: في ذمة الله والإسلام والعرب [1]